# Olympische Sommerspiele 2004/Leichtathletik – 10.000 m (Frauen)
Der 10.000-Meter-Lauf der Frauen bei den Olympischen Spielen 2004 in Athen wurde am 27. August 2004 im Olympiastadion Athen ausgetragen. 31 Athletinnen nahmen teil.
Olympiasiegerin wurde die Chinesin Xing Huina. Sie siegte vor den Äthiopierinnen Ejagayehu Dibaba und Derartu Tulu.
Für Deutschland nahm Sabrina Mockenhaupt teil, die Platz fünfzehn belegte.

Athletinnen aus der Schweiz, Österreich und Liechtenstein nahmen nicht teil.

## Aktuelle Titelträgerinnen
| Olympiasiegerin 2000                      | Derartu Tulu ( Äthiopien)                                    | 30:17,49 min                                                 | Sydney 2000        |
| Weltmeisterin 2003                        | Berhane Adere ( Äthiopien)                                   | 30:04,18 min                                                 | Paris 2003         |
| Europameisterin 2002                      | Paula Radcliffe ( Großbritannien)                            | 30:01,09 min                                                 | München 2002       |
| Panamerikanische Meisterin 2003           | Adriana Fernández ( Mexiko)                                  | 33:16,05 min                                                 | Santo Domingo 2003 |
| Zentralamerika- und Karibikmeisterin 2003 | 10.000-m-Lauf nicht als Meisterschaftswettbewerb ausgetragen | 10.000-m-Lauf nicht als Meisterschaftswettbewerb ausgetragen | St. George’s 2003  |
| Südamerikameisterin 2003                  | Ednalva da Silva ( Brasilien)                                | 34:13,50 min                                                 | Barquisimeto 2003  |
| Asienmeisterin 2003                       | Sun Yingjie ( Volksrepublik China)                           | 32:37,04 min                                                 | Manila 2003        |
| Afrikameisterin 2004                      | Eyerusalem Kuma ( Äthiopien)                                 | 31:56,77 min                                                 | Brazzaville 2004   |
| Ozeanienmeisterin 2002                    | Wettbewerb nicht im Meisterschaftsprogramm                   | Wettbewerb nicht im Meisterschaftsprogramm                   | Christchurch 2002  |

## Rekorde

### Bestehende Rekorde
| Weltrekord         | 29:31,78 min | Wang Junxia ( Volksrepublik China) | Peking, Volksrepublik China  | 8. September 1993  |
| Olympischer Rekord | 30:17,49 min | Derartu Tulu ( Äthiopien)          | Finale OS Sydney, Australien | 30. September 2000 |

Der bestehende olympische Rekord wurde bei diesen Spielen nicht erreicht. Die chinesische Olympiasiegerin Xing Huina verfehlte den Rekord im Rennen am 27. August mit ihren 30:24,36 min um 6,87 Sekunden. Zum Weltrekord fehlten ihr 52,58 Sekunden.

### Rekordverbesserungen
Im Rennen am 27. August wurden drei neue Landesrekorde aufgestellt.
- 31:04,10 min – Jeļena Prokopčuka, Lettland
- 31:06,63 min – Helena Javornik, Slowenien
- 31:11,24 min – Mihaela Botezan, Rumänien

## Das Rennen

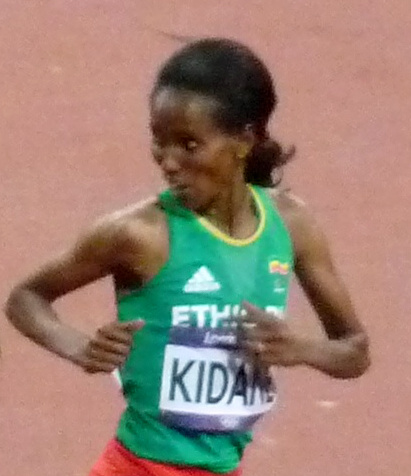
Die viertplatzierte Werknesh Kidane verpasste Bronze um weniger als zwei Sekunden

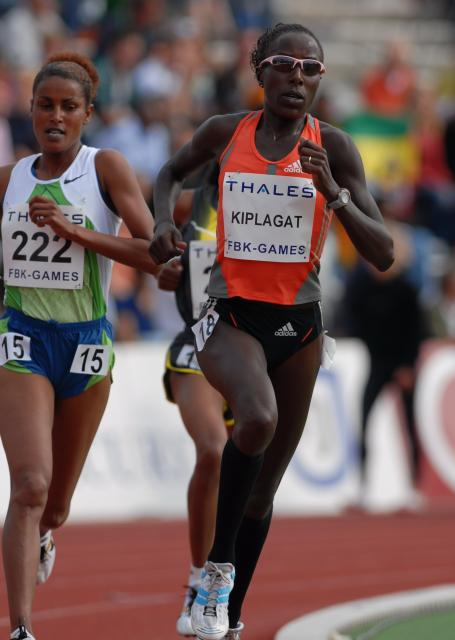
Lornah Kiplagat belegte Rang fünf

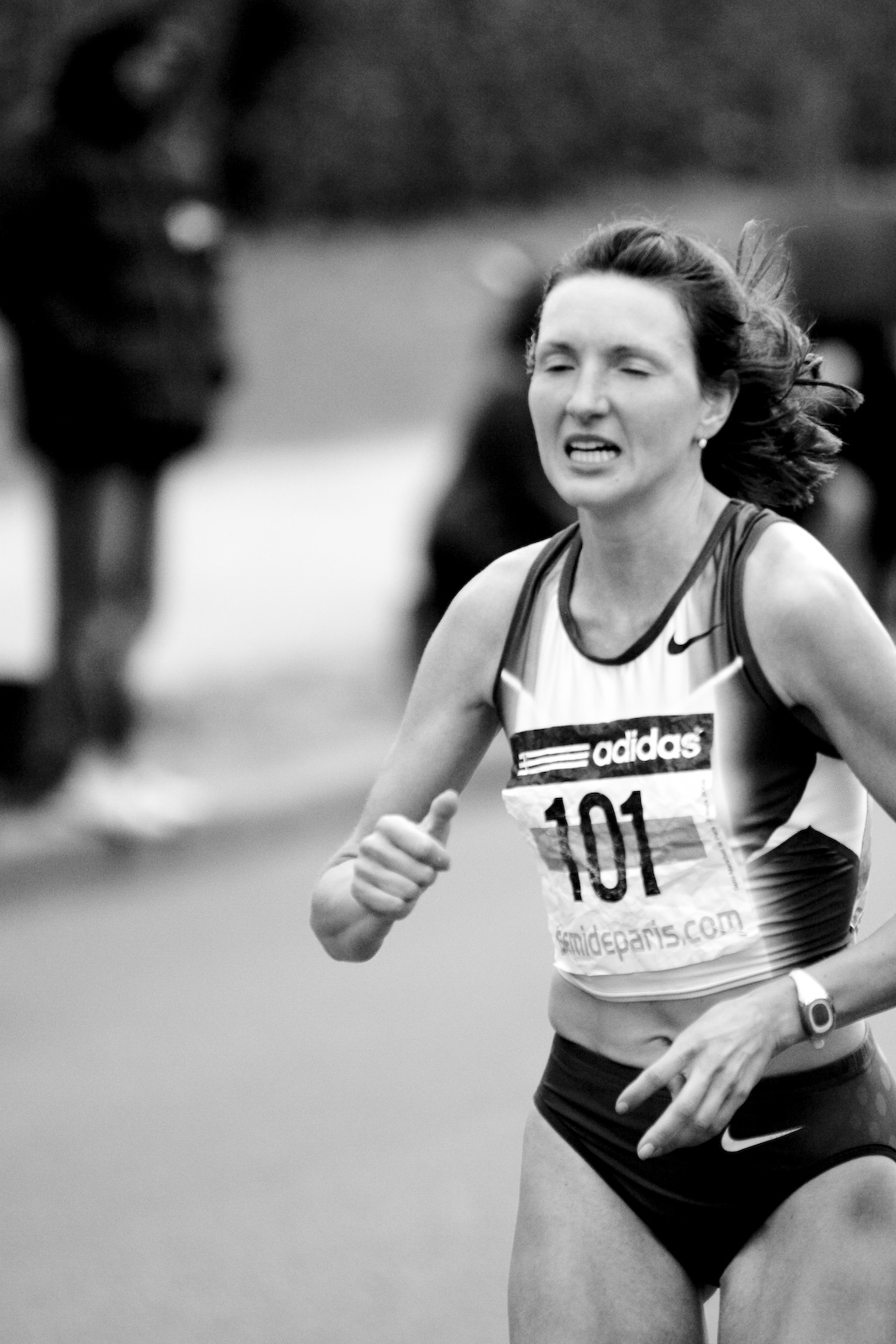
Jeļena Prokopčuka – Platz sieben

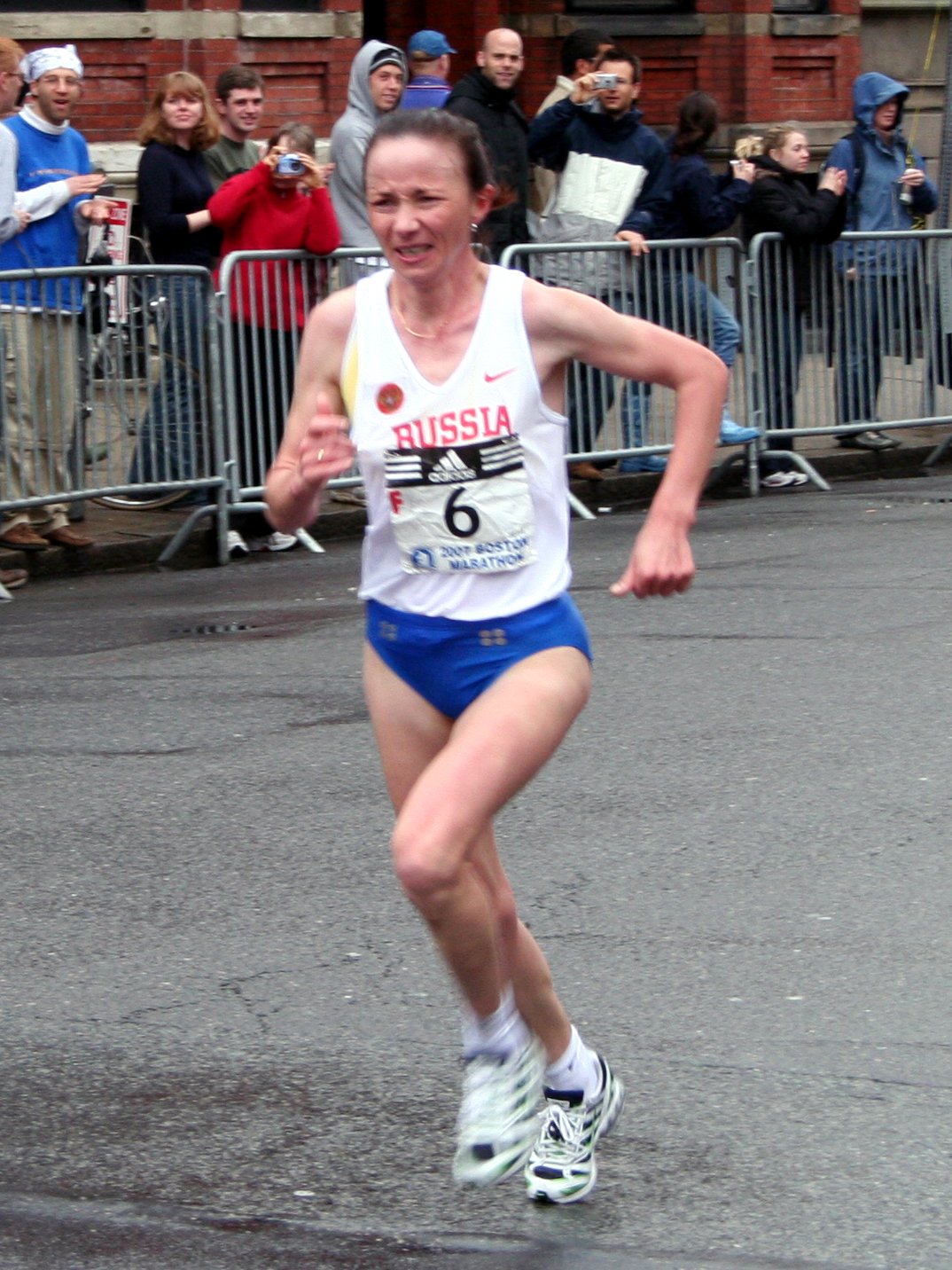
Die achtplatzierte Lidija Grigorjewa

Der Wettbewerb wurde ohne Vorläufe als Finalrennen ausgetragen.
Die Zeiten sind Ortszeit Athen (UTC+2) angegeben.
| Zwischenzeiten      | Zwischenzeiten | Zwischenzeiten    | Zwischenzeiten |
| Zwischenzeit- marke | Zwischenzeit   | Führende          | 1000-m-Zeit    |
| ------------------- | -------------- | ----------------- | -------------- |
| 1000 m              | 03:16,02 min   | Natalija Berkut   | 3:16,02 min    |
| 2000 m              | 06:21,82 min   | Jeļena Prokopčuka | 3:05,80 min    |
| 3000 m              | 09:27,40 min   | Paula Radcliffe   | 3:05,58 min    |
| 4000 m              | 12:32,69 min   | Derartu Tulu      | 3:05,29 min    |
| 5000 m              | 15:34,36 min   | Ejegayehu Dibaba  | 3:01,67 min    |
| 6000 m              | 18:37,39 min   | Werknesh Kidane   | 3:03,03 min    |
| 7000 m              | 21:34,26 min   | Werknesh Kidane   | 2:56,87 min    |
| 8000 m              | 24:34,70 min   | Werknesh Kidane   | 3:00,44 min    |
| 9000 m              | 27:34,79 min   | Werknesh Kidane   | 3:00,09 min    |
| 10.000 m            | 30:24,36 min   | Xing Huina        | 2:49,57 min    |

### Resultat
27. August 2004, 21:50 Uhr
| Platz | Name                | Nation              | Zeit (min) | Anmerkung |
| ----- | ------------------- | ------------------- | ---------- | --------- |
| 1     | Xing Huina          | Volksrepublik China | 30:24,36   |           |
| 2     | Ejegayehu Dibaba    | Äthiopien           | 30:24,98   |           |
| 3     | Derartu Tulu        | Äthiopien           | 30:26,42   |           |
| 4     | Werknesh Kidane     | Äthiopien           | 30:28,30   |           |
| 5     | Lornah Kiplagat     | Niederlande         | 30:31,92   |           |
| 6     | Sun Yingjie         | Volksrepublik China | 30:54,37   |           |
| 7     | Jeļena Prokopčuka   | Lettland            | 31:04,10   | NR        |
| 8     | Lidija Grigorjewa   | Russland            | 31:04,62   |           |
| 9     | Lucy Kabuu          | Kenia               | 31:05,90   |           |
| 10    | Helena Javornik     | Slowenien           | 31:06,63   | NR        |
| 11    | Mihaela Botezan     | Rumänien            | 31:11,24   | NR        |
| 12    | Kathy Butler        | Großbritannien      | 31:41,13   |           |
| 13    | Megumi Oshima       | Japan               | 31:42,18   |           |
| 14    | Marie Davenport     | Irland              | 31:50,49   |           |
| 15    | Sabrina Mockenhaupt | Deutschland         | 32:00,85   |           |
| 16    | Alice Timbilili     | Kenia               | 32:12,57   |           |
| 17    | Sally Barsosio      | Kenia               | 32:14,00   |           |
| 18    | Harumi Hiroyama     | Japan               | 32:15,12   |           |
| 19    | Elva Dryer          | USA                 | 32:18,16   |           |
| 20    | Anikó Kálovics      | Ungarn              | 32:21,47   |           |
| 21    | Kate O’Neill        | USA                 | 32:24,04   |           |
| 22    | Galina Bogomolowa   | Russland            | 32:25,10   |           |
| 23    | Adriana Fernández   | Mexiko              | 32:29,57   |           |
| 24    | Benita Willis       | Australien          | 32:32,01   |           |
| 25    | Haley McGregor      | Australien          | 33:35,27   |           |
| 26    | Kayoko Fukushi      | Japan               | 33:48,66   |           |
| 27    | Natalia Cerches     | Moldau              | 34:04,97   |           |
| DNF   | Souad Aït Salem     | Algerien            |            |           |
| DNF   | Natalija Berkut     | Ukraine             |            |           |
| DNF   | Paula Radcliffe     | Großbritannien      |            |           |
| DNF   | Fernanda Ribeiro    | Portugal            |            |           |

### Wettbewerbsverlauf
Als Favoriten galten vor allem die Äthiopierinnen mit der Olympiasiegerin von 2000 Derartu Tulu. Die äthiopische Mannschaft war so dominierend, dass auf die amtierende Weltmeisterin Berhane Adere verzichtet wurde. Neben Tulu starteten Ejegayehu Dibaba und Vizeweltmeisterin Werknesh Kidane. Als Konkurrentinnen kamen am ehesten die chinesische WM-Dritte Sun Yingjie und die in Kenia geborene Lornah Kiplagat, die für die Niederlande startete, in Frage. Auch die britische Europameisterin Paula Radcliffe, die einen Doppelstart über 10.000 Meter und im Marathonlauf wagte, war hier wieder dabei. Ihre Form im Olympiajahr ließ sie jedoch eher nicht als Medaillenkandidatin erscheinen.
Auf den ersten 6000 Metern wurde ein moderates Tempo gelaufen. Dabei übernahm auch Radcliffe immer wieder die Führungsposition. Nach fünfzehn Runden fiel sie jedoch zurück und gab das Rennen in der neunzehnten Runde auf. Der 1000-Meter-Abschnitt zwischen dem sechsten und siebten Kilometer war der erste in diesem Rennen unter drei Minuten. Das Tempo wurde anschließend nicht ganz so hoch gehalten, blieb jedoch deutlich schneller als auf der ersten Streckenhälfte. So fiel das Feld nun immer mehr auseinander und es bildete sich eine fünfköpfige Spitzengruppe mit den drei Äthiopierinnen, der Chinesin Xing Huina und Kiplagat. Kidane machte das Tempo und bis zur letzten Runde blieb die Gruppe zusammen. Zu Beginn der Gegengeraden zog Dibaba den Endspurt an und setzte sich an die Spitze, Xing folgte ihr mühelos. Tulu übernahm Position drei und lag noch auf Tuchfühlung zu den beiden Führenden, während Kidane Probleme hatte, den Anschluss zu halten. Kiplagat fiel zurück und hatte keine Aussichten mehr auf einen Medaillengewinn. Zu Beginn der Zielgeraden zog die Chinesin an Dibaba vorbei. Xing Huina gewann mit 62 Hundertstelsekunden Vorsprung vor Ejegayehu Dibaba. Derartu Tulu verlor auf den letzten hundert Metern den Anschluss und gewann knapp zwei Sekunden hinter Xing die Bronzemedaille. Werknesh Kidane wurde Vierte vor Lornah Kiplagat. Mit mehr als 22 Sekunden Rückstand auf Kiplagat kam Sun Yingjie als Sechste ins Ziel. Weitere knapp sechs Sekunden dahinter wurde die Lettin Jeļena Prokopčuka Siebte vor der Russin Lidija Grigorjewa.
Es war zwar kein Rennen auf Weltrekordniveau, aber es wurden immerhin drei Landesrekorde aufgestellt: für Lettland, Slowenien und Rumänien.
Xing Huina war die erste chinesische Olympiasiegerin in dieser Disziplin.

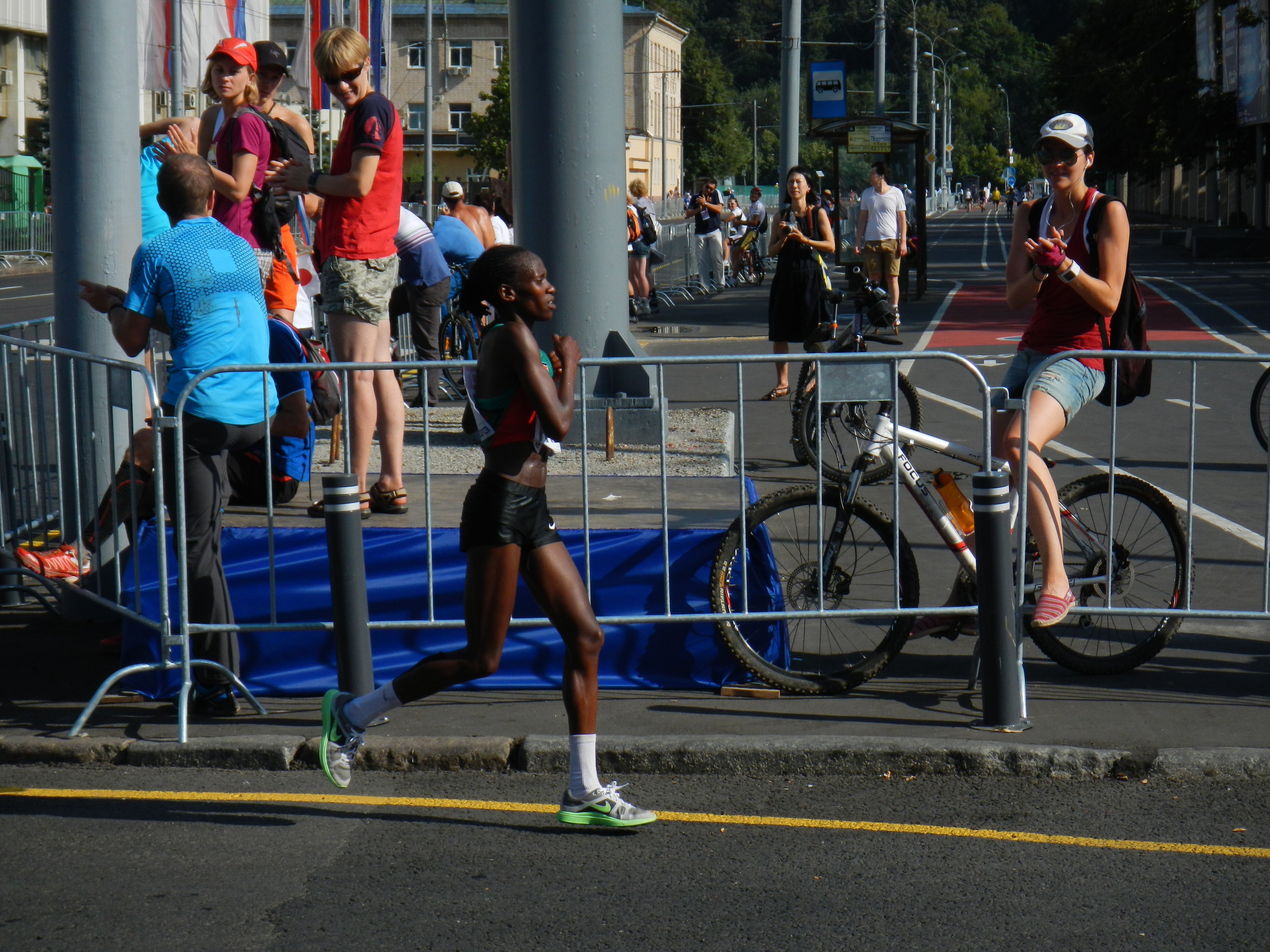
Lucy Kabuu erreichte Platz neun
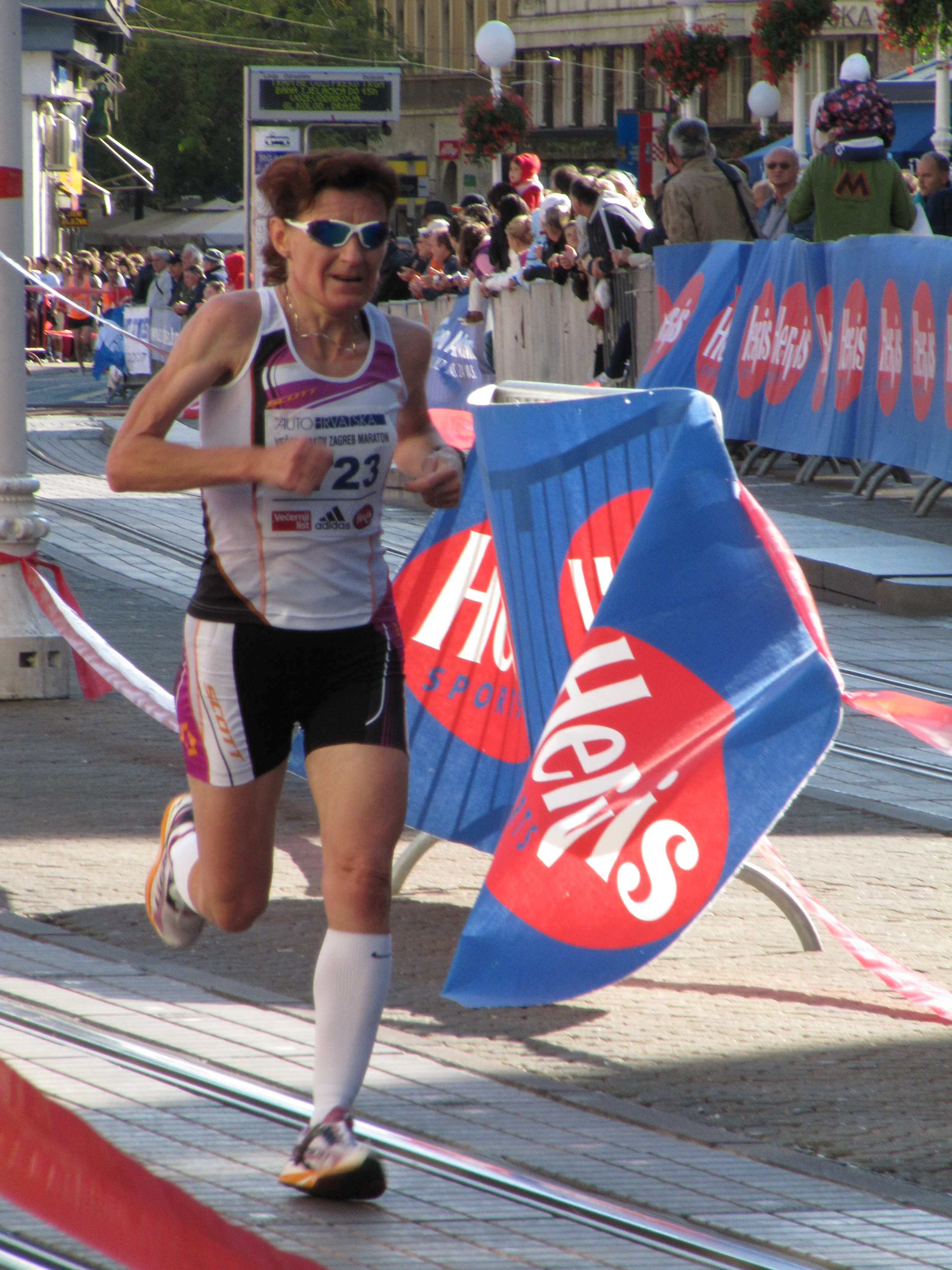
Helena Javornik wurde Olympiazehnte
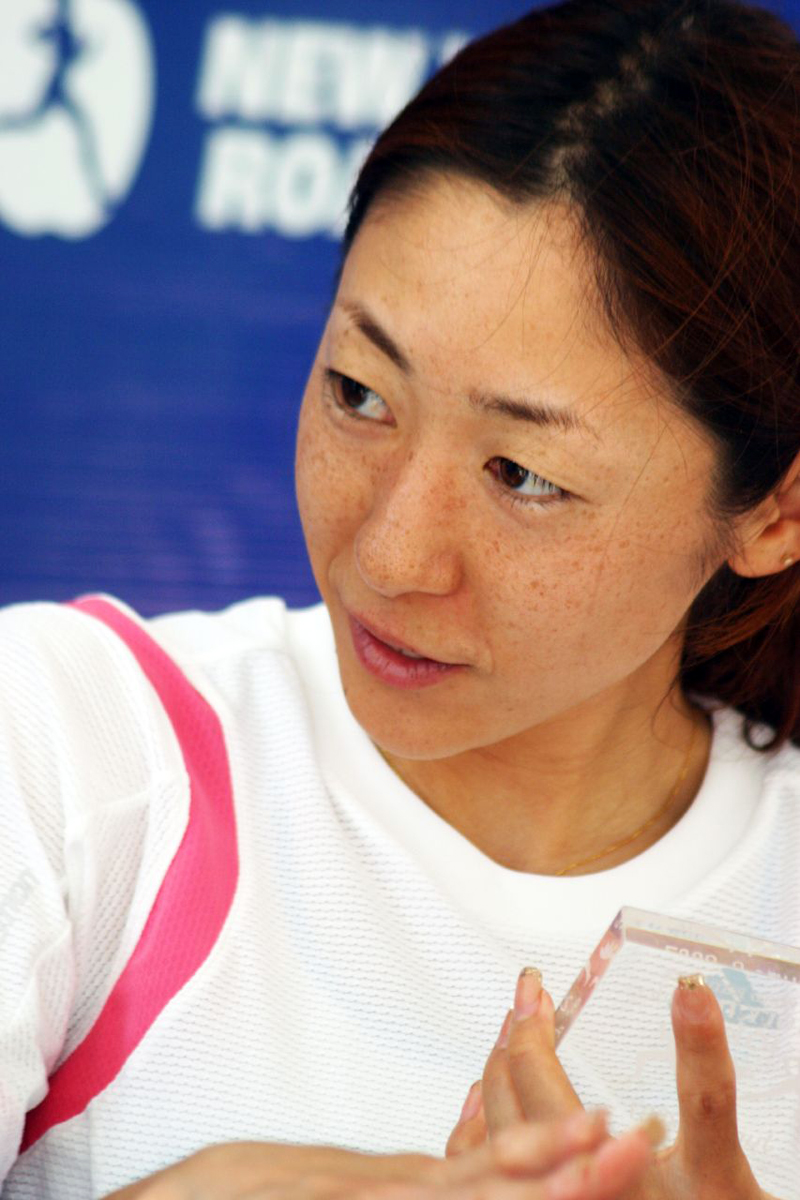
Megumi Oshima – Rang dreizehn
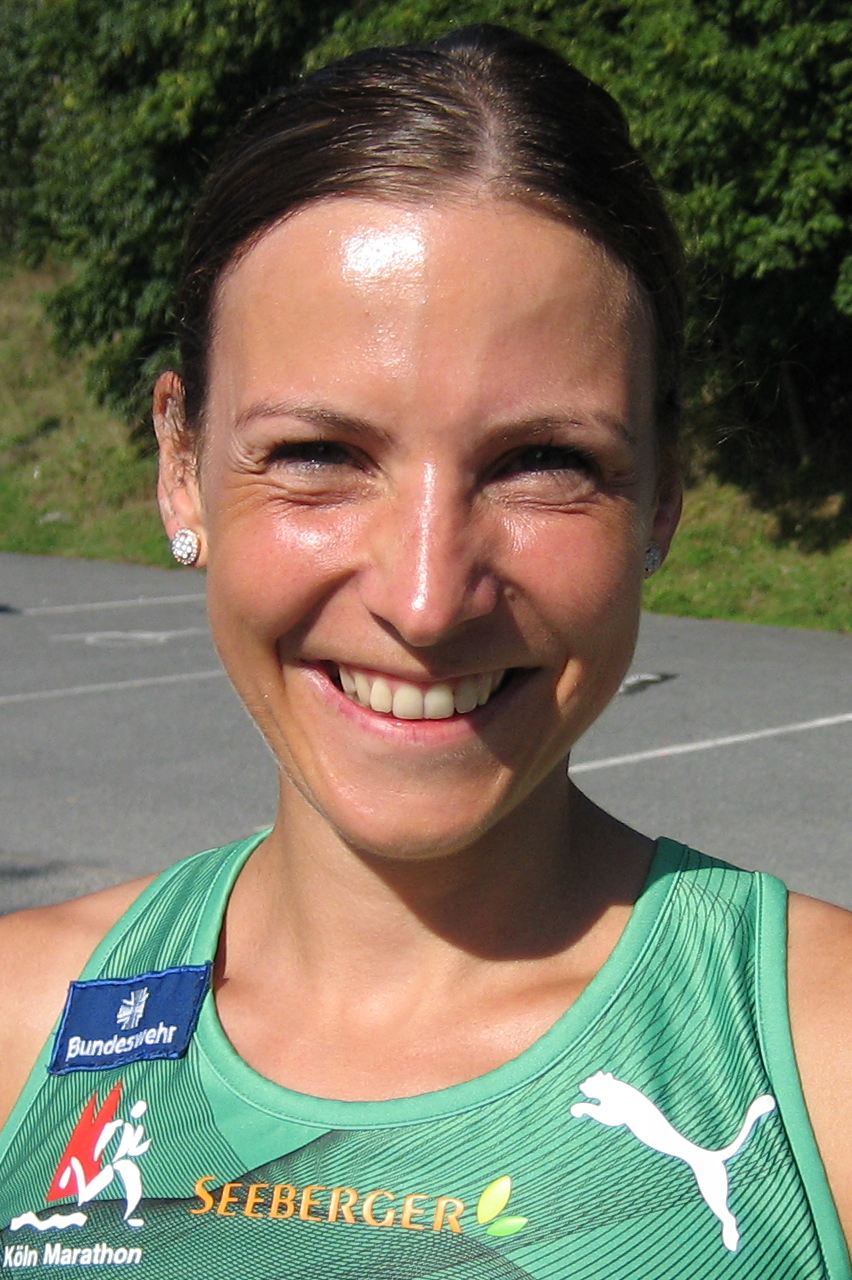
Sabrina Mockenhaupt belegte Platz fünfzehn
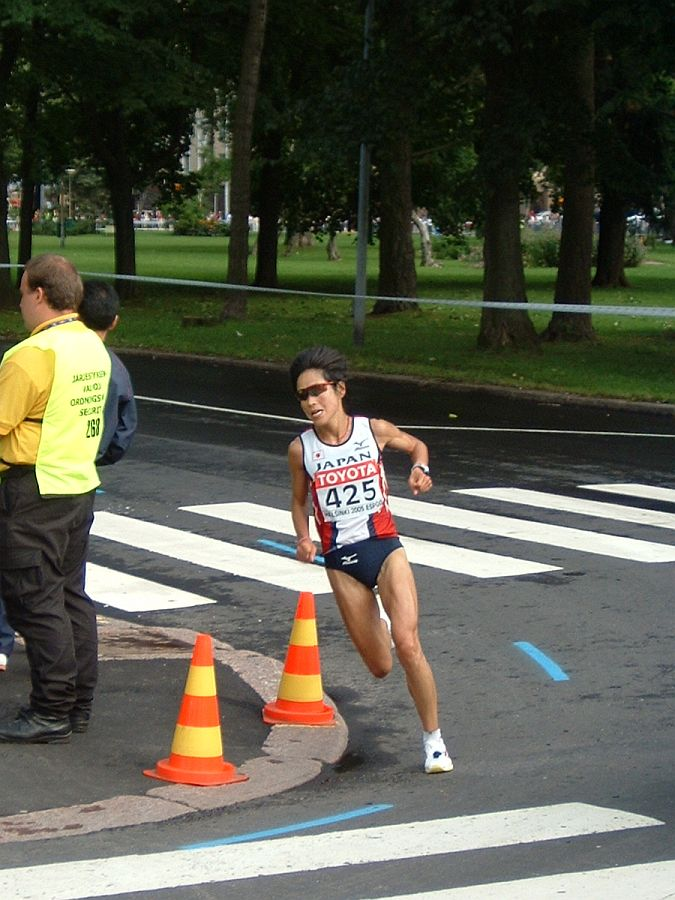
Harumi Hiroyama – Rang achtzehn
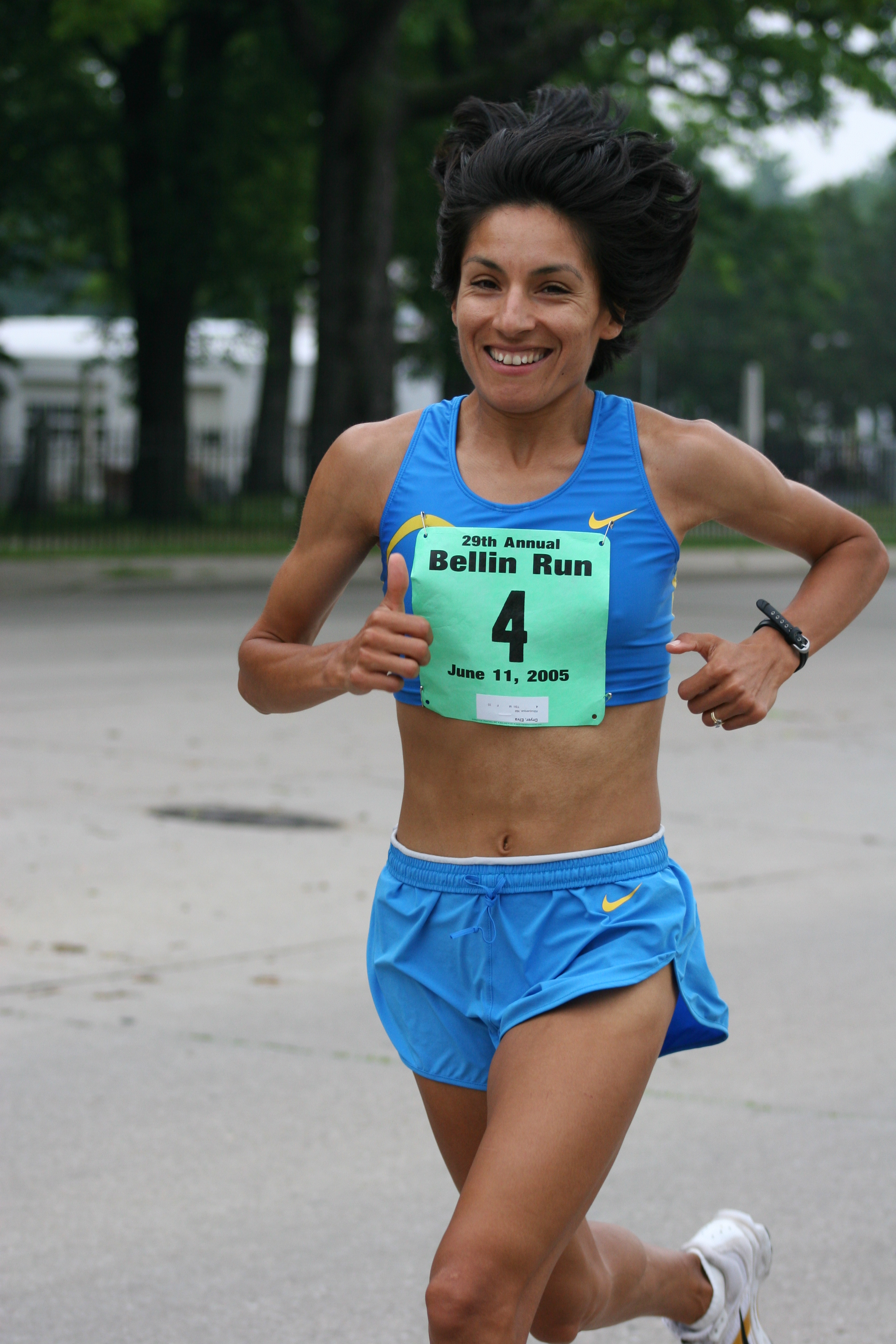
Elva Dryer – Rang neunzehn
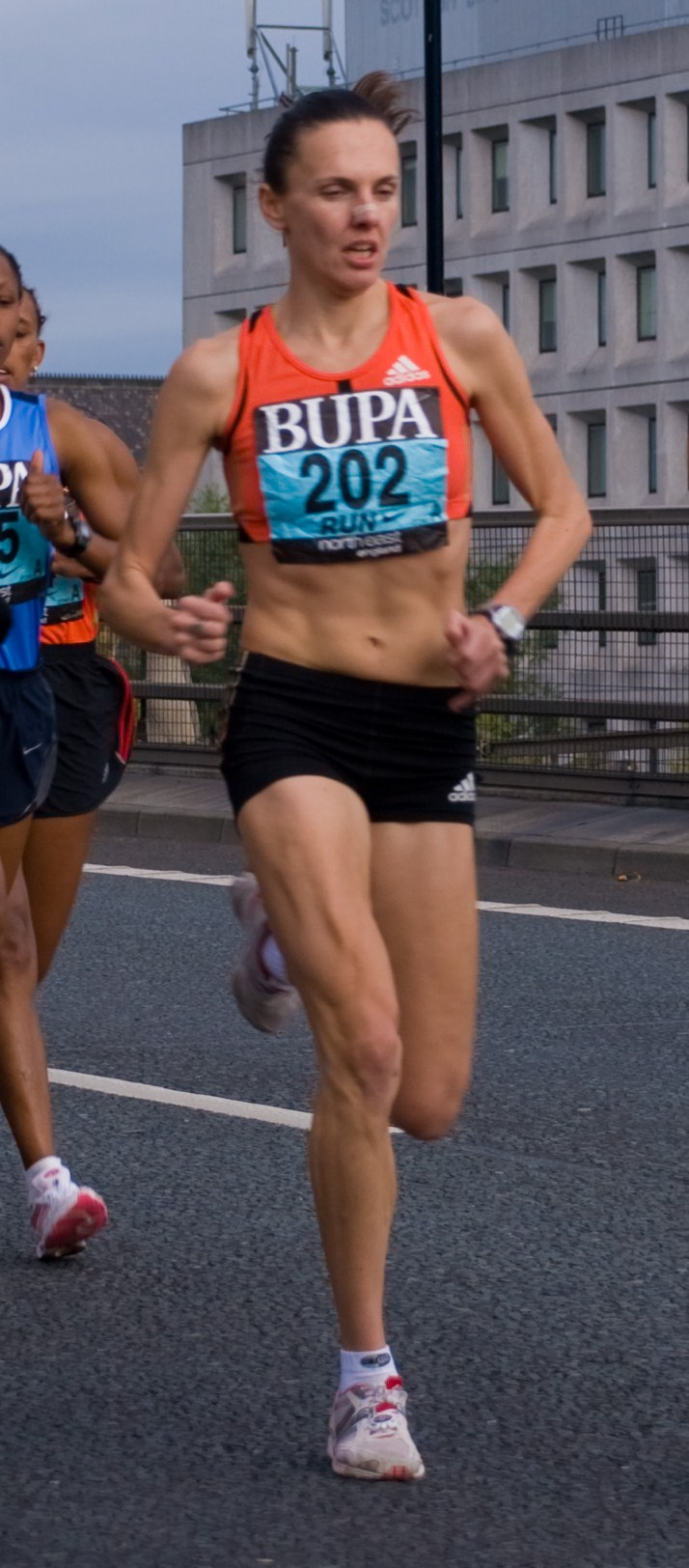
Anikó Kálovics – Rang zwanzig
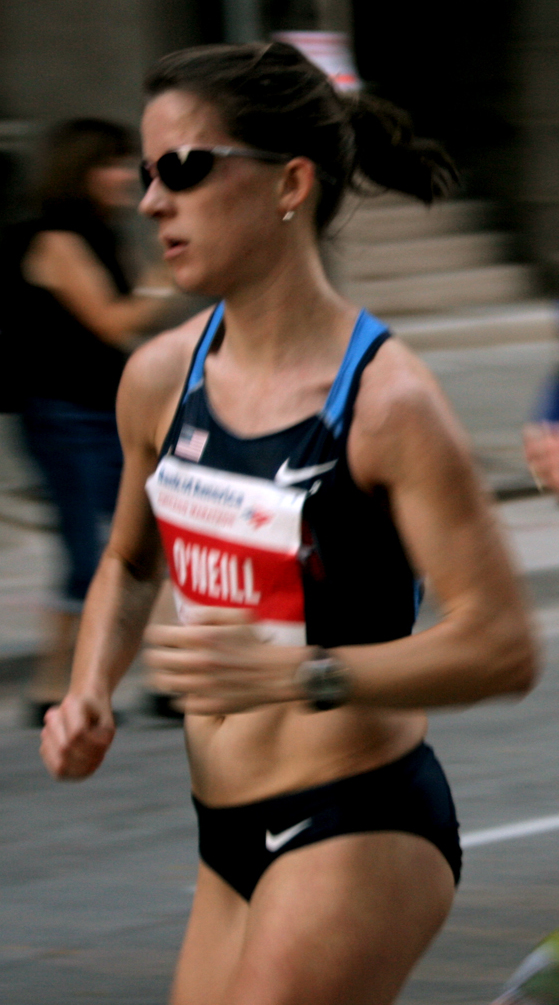
Kate O’Neill – Rang 21
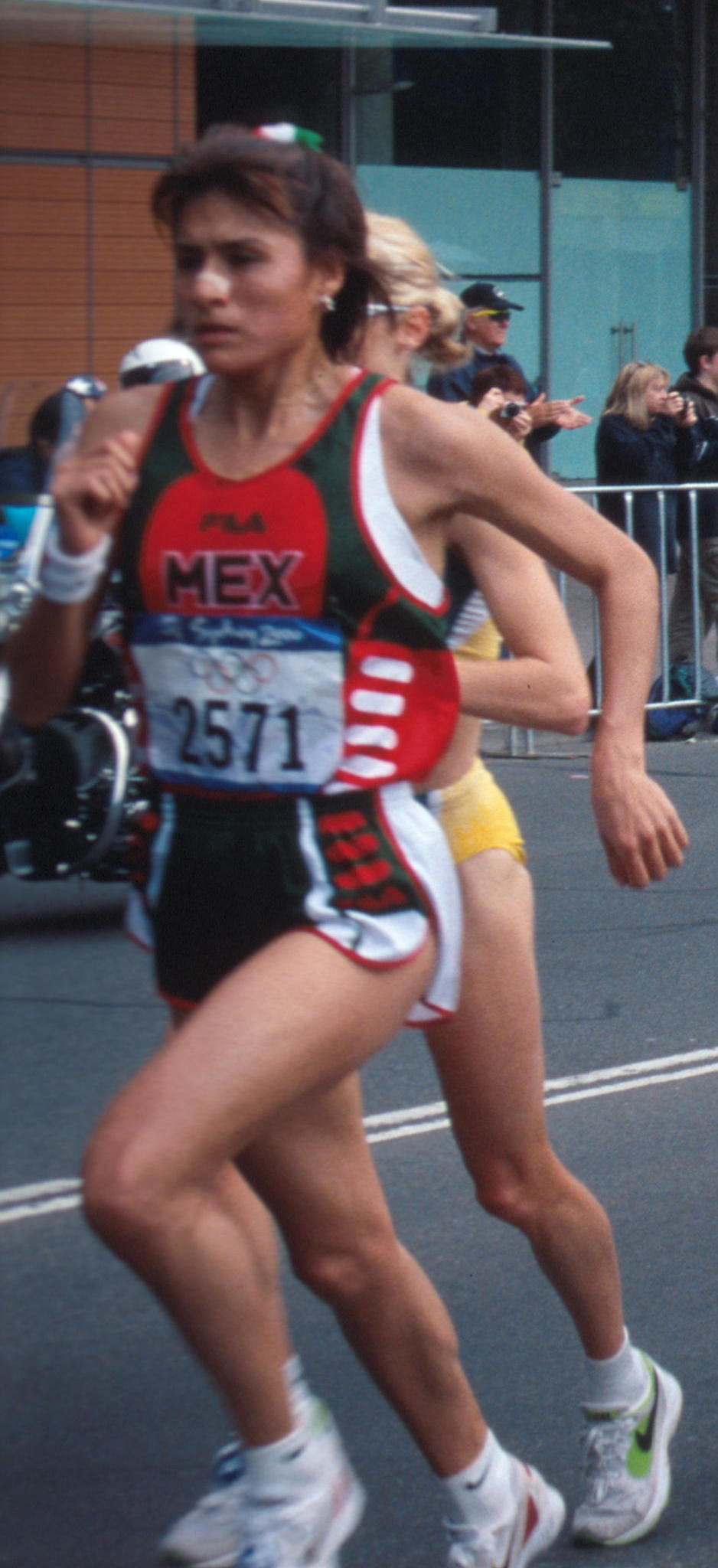
Adriana Fernández – Rang 23
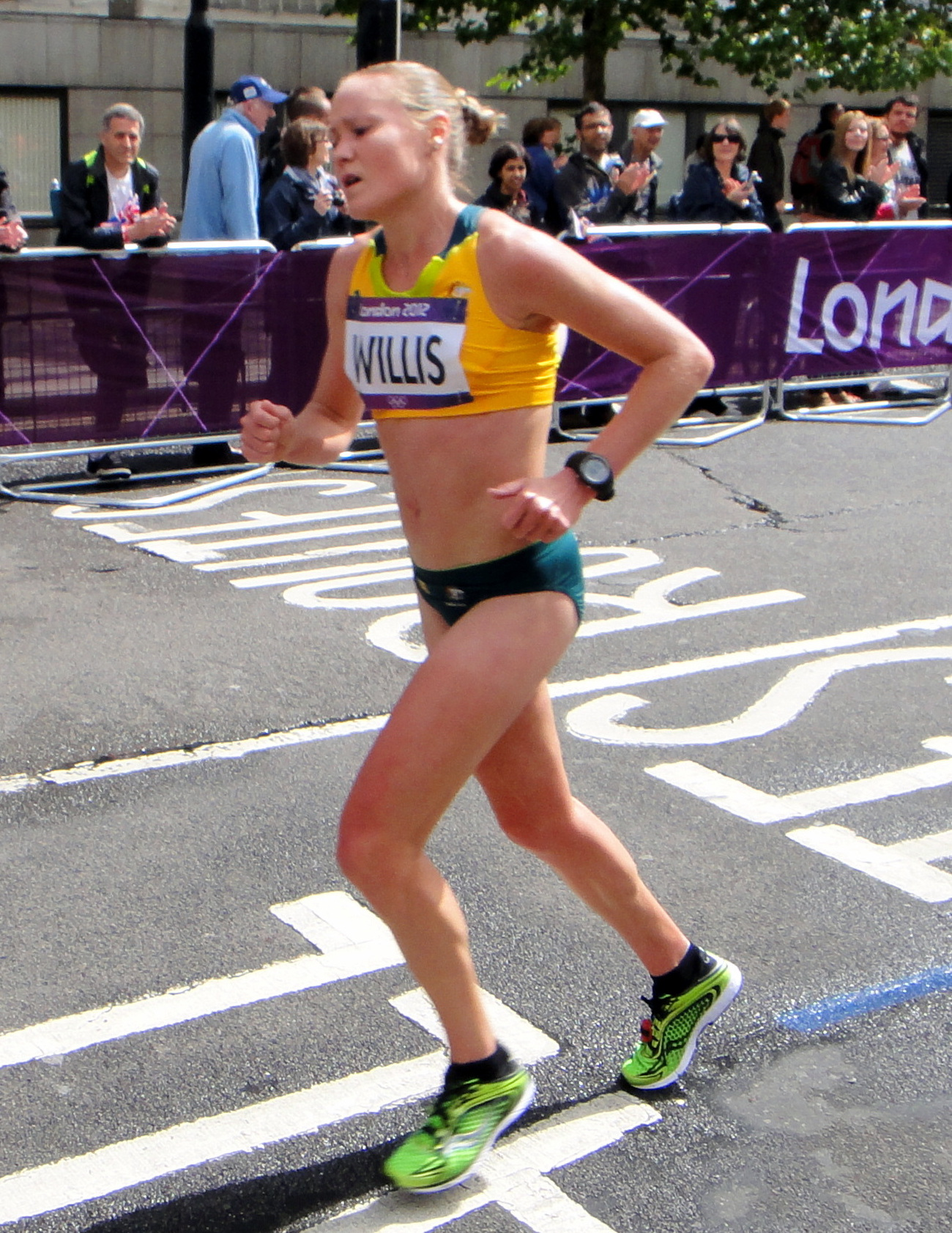
Benita Willis – Rang 24
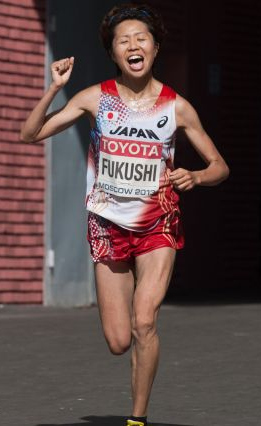
Platz 26 für Kayoko Fukushi
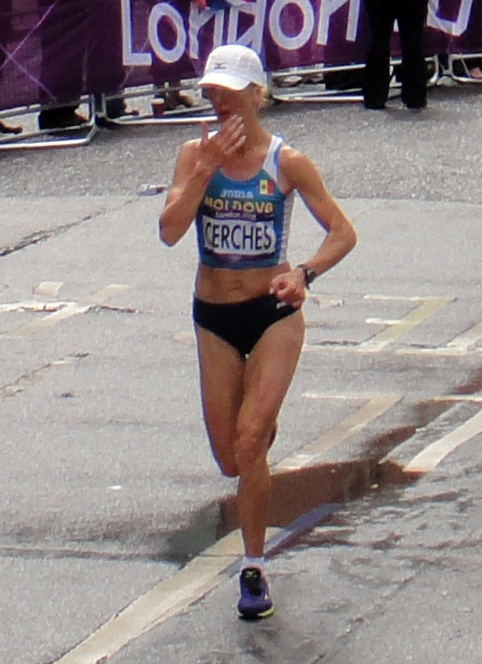
Natalia Cerches – Rang 27
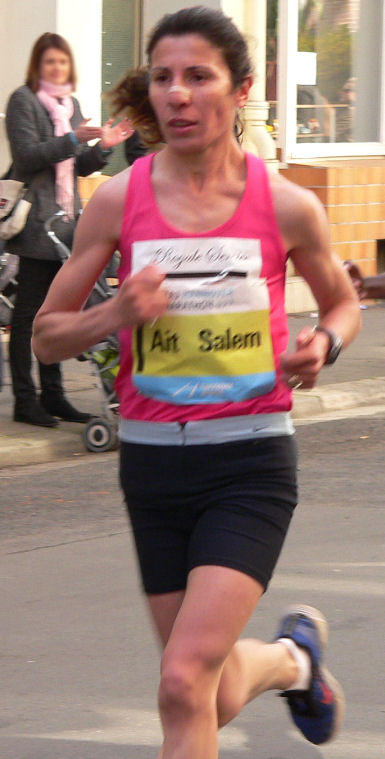
Souad Aït Salem – nicht im Ziel
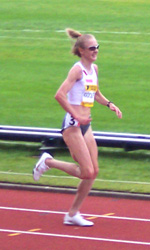
Paula Radcliffe gab das Rennen auf
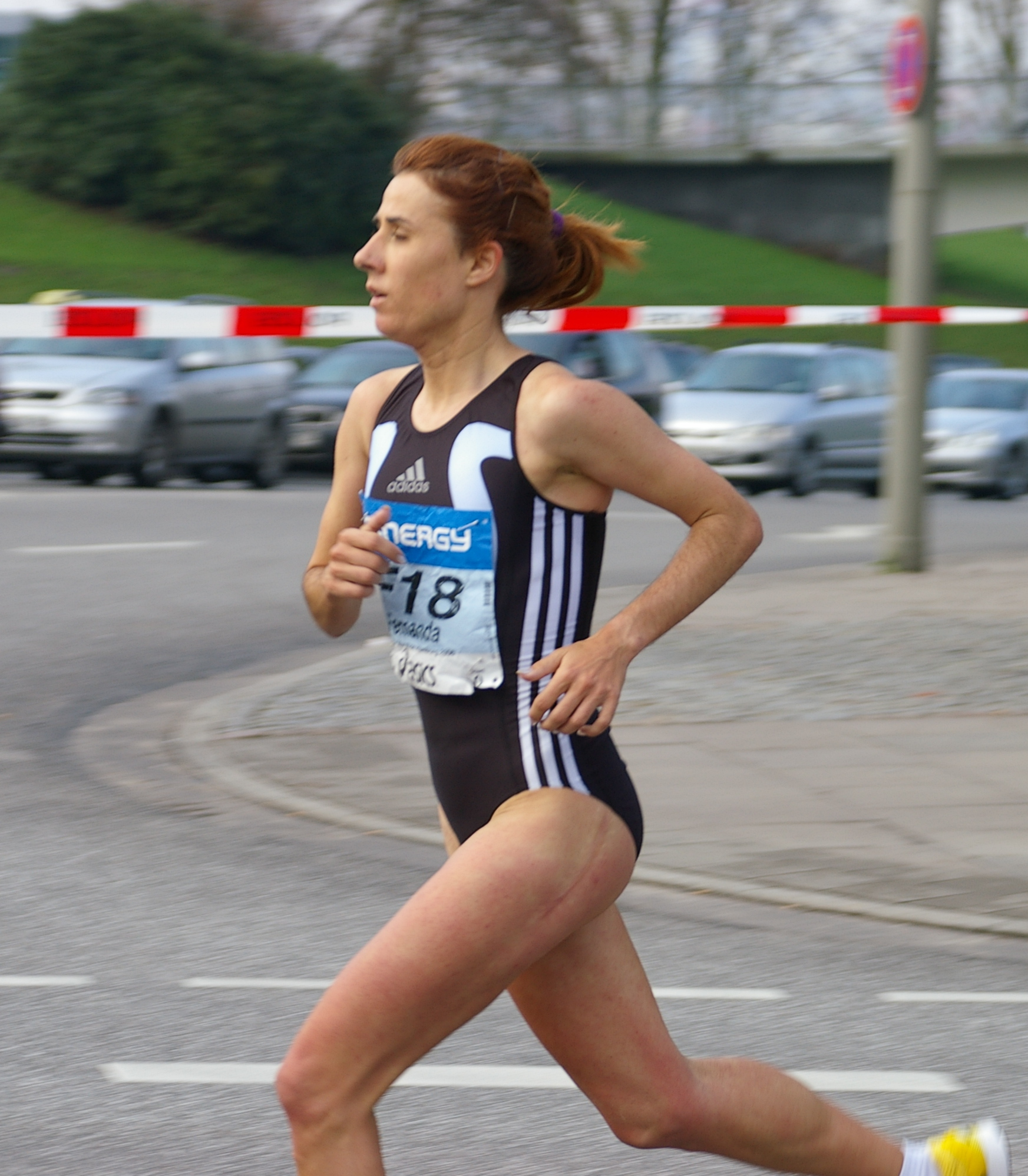
Fernanda Ribeiro kam nicht ins Ziel

## Video
- 2004 Olympics Women's 10000m, youtube.com, abgerufen am 24. Februar 2022